# Scutalus
Scutalus es un género de moluscos gasterópodos pulmonados de la familia Bulimulidae.

## Especies
El género Scutalus incluye las siguoentes especies:
- Scutalus chiletensis Weyrauch, 1967[1]
- Scutalus cretaceus (Pfeiffer, 1855)[3][4]
- Scutalus ortizpuentei Weyrauch, 1967[3]
- Scutalus phaeocheilus (Haas, 1955)[3]
- Scutalus proteiformis (Dohrn, 1863)[3]
- Scutalus mariopenai Breure & Mogollón Avilla, 2010[3]
- Scutalus macedoi Weyrauch, 1967[3][5]
- Scutalus proteus (Broderip, 1832)[6]
- Scutalus versicolor (Broderip, 1832)[7]

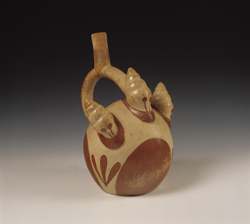
Conchas de Scutalus sp. en una vasija de la Cultura Moche del año 200. Museo Larco, Lima, Perú.

## Importancia cultural
Los arqueólogos han encontrado caracoles Scutalu en ofrendas de antiguas tumbas peruanas, así como decorando vasijas, como la de la Cultura Moche en la imagen a la izquierda. En una tumba de Punkurí se encuentran sesenta conchas del caracol Scutalus proteus alrededor de la osamenta. En Caral se han hallado ofrendas compuestas por numerosos caracoles de loma Scutalus proteus, que viven en parajes desérticos asociados con el cactus San Pedro, de propiedades alucinógenas, consumido tradicionalmente durante rituales religiosos.